# Interstate 88 (est)
Pour les articles homonymes, voir Interstate 88.
L'Interstate 88 (I-88) est une autoroute située en totalité dans l'État de New York. Elle s'étend sur 117,75 miles (189,50 km) en suivant un alignement sud-ouest / nord-est. Elle débute à l'échangeur avec l'I-81 au nord de Binghamton et se termine à un échangeur avec l'I-90 (New York State Thruway) à l'ouest de Schenectady. L'autoroute est un lien important entre le Capital District et Binghamton ainsi que Elmira et Scranton. L'I-88 longe la NY 7.
Le numéro I-88 lui a été assigné en 1968 et la construction a débuté peu après. La première section de l'I-88 a ouvert au début des années 1970. C'est en 1989 que le dernier tronçon a été ouvert. Une autre autoroute portant le numéro I-88 existe en Illinois, mais les deux routes ne sont pas contigües.

## Description du tracé

### Binghamton à Oneonta
L'I-88 débute à un échangeur avec l'I-81 au nord du centre-ville de Binghamton sur les rives de la rivière Chenango.
À partir de l'I-81, l'I-88 se dirige vers l'est en traversant la rivière Chenango vers Port Dickinson, où elle rencontre et forme un multiplex avec la NY 7. L'autoroute poursuit vers le nord puis vers l'est sur la rive est de la rivière Chenango. À Port Crane, la NY 7 quitte le multiplex et l'I-88 se dirige vers l'est.

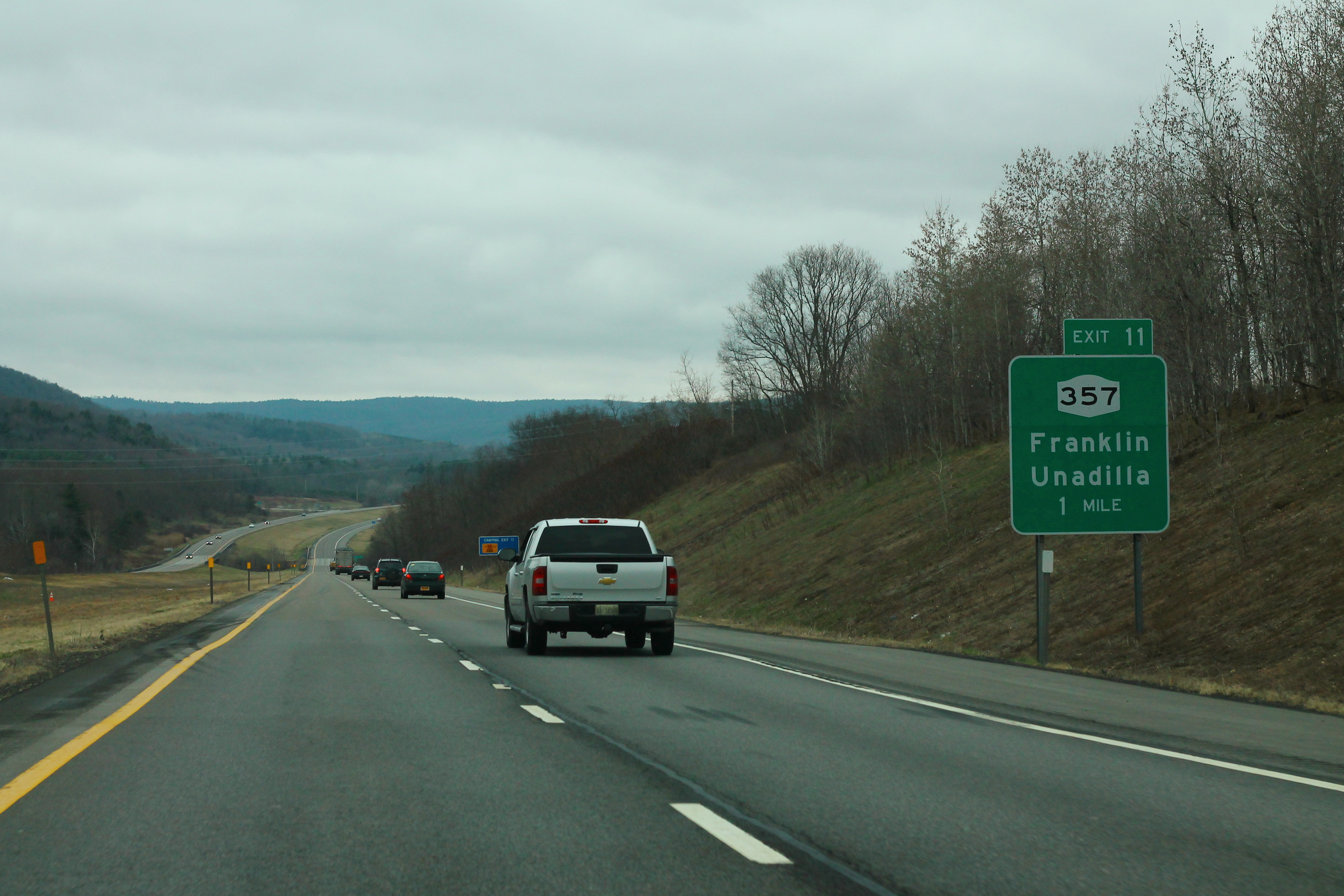
I-88 près de la sortie 11 pour la NY 357

L'I-88 continue vers l'est jusqu'à Harpursville. Elle entre ensuite dans la vallée du fleuve Susquehanna. L'autoroute poursuit vers le nord-est en longeant la rivière et la NY 7 jusqu'à Afton. L'autoroute continue vers le nord-est en passant par Bainbridge, Sidney, Unadilla et Otego avant d'arriver à Oneonta. Sur son trajet, c'est la plus grande ville dans laquelle l'autoroute passe directement, sans la contourner.

### Oneonta à Schenectady
Après avoir passé par Oneonta, en longeant le fleuve Susquehanna, l'I‑88 continue son tracé vers le nord-est. Elle passe au sud de Schenevus et de Worcester avant d'atteindre Richmondville. Après cette ville, l'I-88 se dirige davantage vers l'est pour passer par Cobleskill, Central Bridge et Duanesburg.

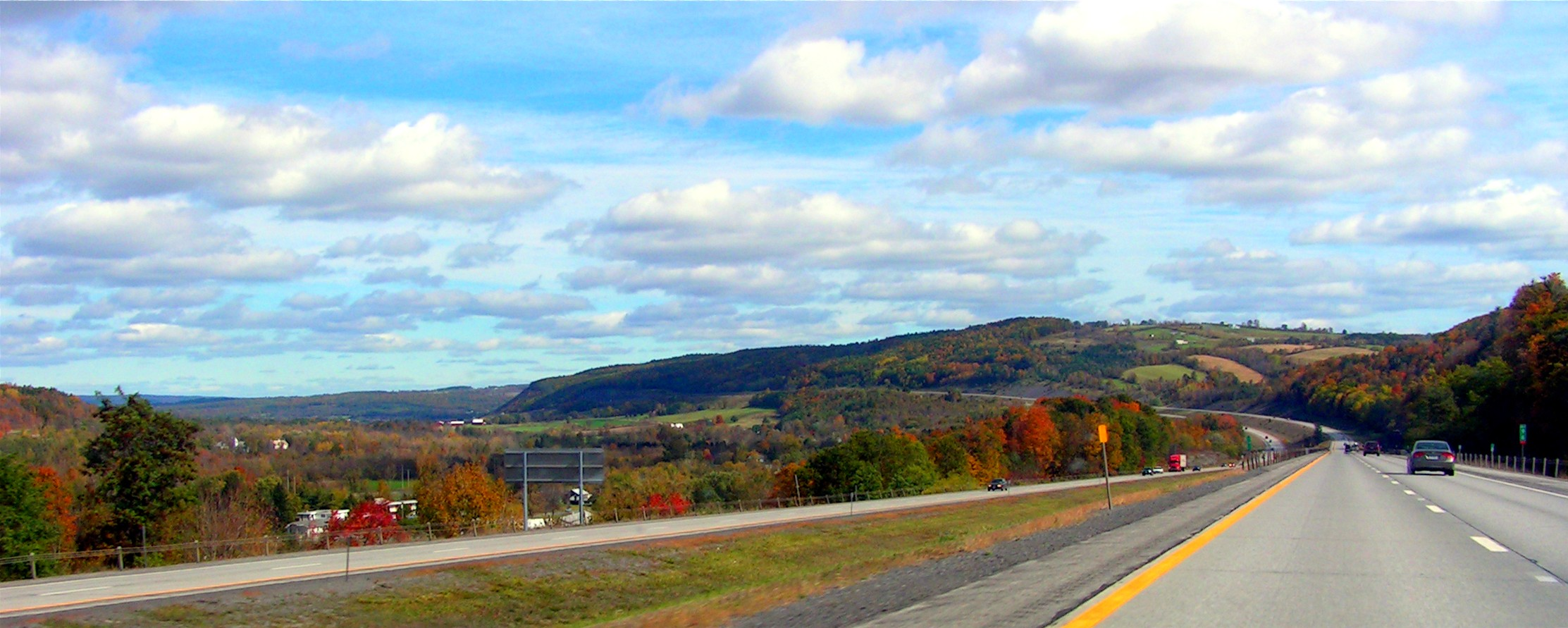
I-88 est dans le comté de Schoharie

Au-delà de Duanesburg, l'I-88 se dirige vers son terminus est qu'elle atteindra un peu à l'ouest de Rotterdam lorsqu'elle rencontre l'I-90 (New York State Thruway).

## Liste des sorties
| Interstate 88                                     |                |        |        |                                                   |                                                                                                  |                                                                                     |
| Comté                                             | Municipalité   | mi     | km     | Sortie                                            | Intersections / Destinations                                                                     | Notes                                                                               |
| Broome                                            | Dickinson      | 0,00   | 0,00   | —                                                 | I-81 sud vers I-86 / NY 17 (en) – Binghamton, Port Dickinson I-81 nord – Syracuse                | Pas d'entrée depuis I-81 sud                                                        |
| Broome                                            | Fenton         | 0,70   | 1,13   | 1                                                 | NY 7 (en) ouest – Binghamton, Port Dickinson                                                     | Terminus ouest du multiplex avec NY 7; sortie direction ouest, entrée direction est |
| Broome                                            | Fenton         | 2,41   | 3,88   | 2                                                 | NY 12A (en) ouest vers NY 12 (en) – Chenango Bridge                                              | NY 12 indiqué en direction ouest seulement                                          |
| Broome                                            | Fenton         | 4,66   | 7,50   | 3                                                 | NY 369 (en) nord / NY 7B (en) est – Port Crane                                                   |                                                                                     |
| Broome                                            | Colesville     | 7,83   | 12,60  | 4                                                 | NY 7 (en) est / NY 7B (en) ouest – Sanitaria Springs                                             | Terminus est du multiplex avec NY 7                                                 |
| Broome                                            | Colesville     | 12,06  | 19,41  | 5                                                 | Martin Hill Road – Belden                                                                        |                                                                                     |
| Broome                                            | Colesville     | 16,05  | 25,83  | 6                                                 | NY 79 (en) – Harpursville, Nineveh                                                               |                                                                                     |
| Broome                                            | Colesville     | 17,42  | 28,03  | Fleuve Susquehanna                                | Fleuve Susquehanna                                                                               | Fleuve Susquehanna                                                                  |
| Chenango                                          | Afton          | 23,37  | 37,61  | 7                                                 | NY 41 (en) – Afton                                                                               |                                                                                     |
| Chenango                                          | Bainbridge     | 29,47  | 47,43  | 8                                                 | NY 206 (en) – Bainbridge, Masonville                                                             | Masonville indiqué en direction est                                                 |
| Delaware                                          | Sidney         | 33,09  | 53,25  | 9                                                 | NY 8 (en) – Sidney, Masonville                                                                   | Masonville indiqué en direction ouest                                               |
| Delaware                                          | Sidney         | 37,37  | 60,14  | 10                                                | NY 7 (en) – Unadilla                                                                             |                                                                                     |
| Delaware                                          | Sidney         | 39,50  | 63,57  | Aire de repos d'Unadilla (direction est)          | Aire de repos d'Unadilla (direction est)                                                         | Aire de repos d'Unadilla (direction est)                                            |
| Delaware                                          | Sidney         | 40,58  | 65,31  | 11                                                | NY 357 (en) – Unadilla, Franklin                                                                 |                                                                                     |
| Delaware                                          | Sidney         | 42,40  | 68,24  | Aire de repos d'Unadilla (direction ouest)        | Aire de repos d'Unadilla (direction ouest)                                                       | Aire de repos d'Unadilla (direction ouest)                                          |
| Otsego                                            | Otego          | 46,88  | 75,45  | 12                                                | NY 7 (en) – Otego, Wells Bridge                                                                  |                                                                                     |
| Otsego                                            | Otego          | 51,01  | 82,09  | Fleuve Susquehanna                                | Fleuve Susquehanna                                                                               | Fleuve Susquehanna                                                                  |
| Otsego                                            | Oneonta        | 53,59  | 86,24  | 13                                                | NY 205 (en) vers NY 23 (en) ouest – Oneonta, Morris                                              |                                                                                     |
| Otsego                                            | Oneonta        | 55,82  | 89,83  | 14                                                | NY 28 sud / Main Street                                                                          | Sortie direction est, entrée direction ouest                                        |
| Otsego                                            | Oneonta        | 56,72  | 91,28  | 15                                                | NY 23 (en) / NY 28 sud – Oneonta, Davenport                                                      | Terminus ouest du multiplex avec NY 28; NY 28 indiqué en direction ouest            |
| Otsego                                            | Town d'Oneonta | 58,74  | 94,53  | 16                                                | CR 47 – Emmons, Davenport Center                                                                 |                                                                                     |
| Otsego                                            | Milford        | 61,06  | 98,27  | 17                                                | NY 28 nord vers NY 7 (en) – Colliersville, Cooperstown                                           | Terminus est du multiplex avec NY 28                                                |
| Otsego                                            | Maryland       | 71,01  | 114,28 | 18                                                | CR 56 – Schenevus                                                                                |                                                                                     |
| Otsego                                            | Worcester      | 73,60  | 118,45 | Aire de repos de West Worcester (direction est)   | Aire de repos de West Worcester (direction est)                                                  | Aire de repos de West Worcester (direction est)                                     |
| Otsego                                            | Worcester      | 76,59  | 123,26 | 19                                                | Vers NY 7 (en) – Worcester, East Worcester                                                       |                                                                                     |
| Otsego                                            | Worcester      | 78,90  | 128,98 | Aire de repos de West Worcester (direction ouest) | Aire de repos de West Worcester (direction ouest)                                                | Aire de repos de West Worcester (direction ouest)                                   |
| Schoharie                                         | Richmondville  | 87,94  | 141,53 | 20                                                | NY 7 (en) / NY 10 (en) sud – Richmondville                                                       |                                                                                     |
| Schoharie                                         | Richmondville  | 90,07  | 144,95 | 21                                                | NY 7 (en) / NY 10 (en) nord – Warnerville, Cobleskill                                            |                                                                                     |
| Schoharie                                         | Cobleskill     | 95,24  | 153,27 | 22                                                | NY 7 (en) / NY 145 (en) – Cobleskill, Middleburgh                                                |                                                                                     |
| Schoharie                                         | Schoharie      | 101,12 | 162,74 | 23                                                | NY 7 (en) / NY 30 (en) / NY 30A (en) – Schoharie, Central Bridge                                 |                                                                                     |
| Schenectady                                       | Duanesburg     | 111,93 | 180,13 | 24                                                | US 20 / NY 7 (en) – Duanesburg                                                                   |                                                                                     |
| Schenectady                                       | Rotterdam      | 116,75 | 187,79 | 25                                                | NY 7 (en) – Rotterdam, Schenectady                                                               |                                                                                     |
| Schenectady                                       | Rotterdam      | 117,70 | 189,42 | —                                                 | I-90 Toll ouest / New York Thruway – Buffalo I-90 Toll est / New York Thruway vers I-87 – Albany | Sortie 25A de l'I-90                                                                |
| - Terminus de multiplex - Péage - Accès incomplet |                |        |        |                                                   |                                                                                                  |                                                                                     |